# Tasmanien
Tasmanien (englisch Tasmania, in der rekonstruierten Aborigines-Sprache palawa kani lutruwita und im australischen Englisch häufig Tassie; bis Ende 1855 Van-Diemens-Land) ist eine zum Staat Australien gehörende Insel am östlichen Rand des Indischen Ozeans. Sie ist ungefähr 240 km südlich der australischen Kontinentalmasse vorgelagert. Tasmanien heißt auch der australische Bundesstaat, der über die Hauptinsel Tasmanien hinaus noch mehrere kleine, meist unbewohnte Inselgruppen in der Region umfasst. Seine Hauptstadt und größte Stadt ist Hobart, die zweitgrößte Stadt Launceston.

## Geographie

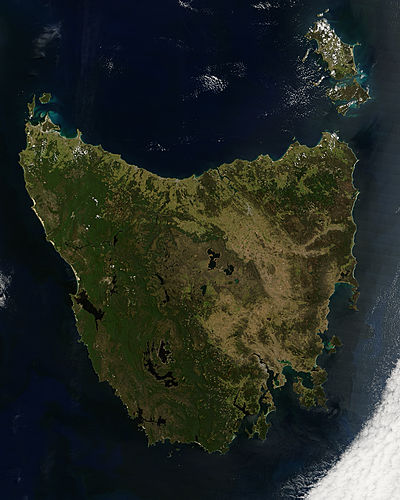
Satellitenfoto von Tasmanien

Als Bundesstaat umfasst Tasmanien mit 68.400 km² 0,89 % der Gesamtfläche Australiens. Ohne die vorgelagerten Inseln beträgt die Fläche der Hauptinsel 64.519 km² und weist eine Länge von 296 km von Norden nach Süden und eine Länge von 315 km von Osten nach Westen auf. Sie ist die mit Abstand größte Insel des Australischen Bundes.
Die Bass-Straße, welche die Insel vom australischen Festland trennt, wird im Nordwesten durch King Island flankiert. Im Osten der Meeresstraße liegen zwischen der Halbinsel Wilsons Promontory als der Südspitze des Australischen Festlandes und der Nordostspitze Tasmaniens die Inseln der Hogan-Gruppe, dann der Kent-Gruppe, dann nahe bei einander die große Insel Flinders Island, Cape Barren Island und – nur 30 km von der tasmanischen Küste – Clarke Island. Während Tasmanien selber vom australischen Festland aus hinter dem Horizont liegt, sind jeweils benachbarte Inselgruppen und Inseln dieser Reihe von einander aus sichtbar.
Landschaftlich wird Tasmanien von Gebirgen und Hochebenen bis circa 1600 m Höhe dominiert. Die höchste Erhebung ist der Mount Ossa (1617 m).
Tasmanien liegt auf der Südspitze des australischen Kontinentalschelfs, zwischen 40° und 44° südlicher Breite sowie zwischen 144° und 149° östlicher Länge. Sie ist die weitaus größte der über hundert Inseln des Bass-Archipels und hat etwa drei Viertel der Größe der Insel Irland.
Es gibt dort noch viele naturbelassene Landschaftstypen. Etwa ein Viertel der Insel ist als UNESCO-Weltnaturerbe ausgewiesen, zu 37 % besteht die Insel aus Nationalparks. Besonders eindrucksvoll ist die Landschaft am Cradle Mountain sowie die unberührte und teilweise schwer zugängliche Wildnis des Südwestens.
Auch die 1300 km südlich gelegene Macquarieinsel gehört zum Bundesstaat Tasmanien. Der Derwent River ist einer der Hauptflüsse im Südosten der Insel.
Die Hauptstadt Hobart ist zugleich ein wichtiger Hafen.

## Klima
Das tasmanische Klima ist ozeanisch – im Nordosten subtropisch und im Südwesten gemäßigt. Die Winter fallen dadurch mild aus. Andererseits ist die Insel eine der wenigen Landmassen im Bereich der sogenannten Roaring Forties. Besonders auf den Hochebene kann es geschehen, „alle Jahreszeiten“ an einem Tag zu durchleben. Tasmanien liegt etwa auf dem gleichen Breitengrad wie die Neuenglandstaaten, Nordspanien, Rom und Istanbul. Verglichen mit Boston (42° 21′ N, mitt. Tagesmax. = 15,1 °C, mitt. Tagesmin. = 6,5 °C) liegen die Temperaturen in Hobart (42° 52' S, mitt. Tagesmax. = 16,8 °C, mitt. Tagesmin. = 8,2 °C) 1 bis 2 °C höher. Verglichen mit Santiago de Compostela (42° 53′ N, 254 m über dem Meer, mitt. Tagesmax. = 17,7 °C, mitt. Tagesmin. = 8,3 °C) sind die winterlichen Temperaturen etwas höher, die sommerlichen Temperaturen niedriger, verglichen zu Barcelona (41° 24′ N, mitt. Tagesmax. = 20,4 °C, mitt. Tagesmin. = 11,8 °C) und im Prinzip auch zu Rom (41° 53′ N, mitt. Tagesmax. = 20,5 °C, mitt. Tagesmin. = 11,8 °C) die Höchsttemperaturen deutlich, alle übrigen etwas niedriger. In Istanbul (41° 1′ N) sind die Sommer wesentlich wärmer als in Hobart, aber die Winter etwas kälter. Aufgrund der Bergketten im Westen der Insel fällt an der Westküste deutlich mehr Niederschlag, weshalb dort subtropische und gemäßigte Regenwaldformen die Landschaft prägen. In der Mitte und dem Osten der Insel scheint meist die Sonne.
|                       | Jan  | Feb  | Mär  | Apr  | Mai  | Jun  | Jul  | Aug  | Sep  | Okt  | Nov  | Dez  |   |       |
| Mittl. Tagesmax. (°C) | 21,5 | 21,6 | 20,1 | 17,3 | 14,4 | 11,9 | 11,6 | 13,0 | 15,0 | 16,9 | 18,5 | 20,2 | ⌀ | 16,8  |
| Mittl. Tagesmin. (°C) | 11,8 | 12,0 | 10,8 | 8,9  | 6,9  | 5,1  | 4,5  | 5,2  | 6,4  | 7,7  | 9,2  | 10,7 | ⌀ | 8,2   |
|                       |      |      |      |      |      |      |      |      |      |      |      |      |   |       |
| Niederschlag (mm)     | 47,8 | 40,5 | 45,5 | 52,2 | 47,1 | 54,3 | 53,2 | 52,6 | 51,5 | 63,0 | 55,0 | 57,4 | Σ | 620,1 |
|                       |      |      |      |      |      |      |      |      |      |      |      |      |   |       |
| Regentage (d)         | 11,0 | 9,5  | 11,3 | 12,3 | 13,4 | 13,9 | 15,0 | 15,3 | 15,1 | 16,3 | 14,3 | 12,9 | Σ | 160,3 |

| 11,8 |

| 12,0 |

| 10,8 |

| 8,9 |

| 6,9 |

| 5,1 |

| 4,5 |

| 5,2 |

| 6,4 |

| 7,7 |

| 9,2 |

| 10,7 |

| 11,8 |

| 12,0 |

| 10,8 |

| 8,9 |

| 6,9 |

| 5,1 |

| 4,5 |

| 5,2 |

| 6,4 |

| 7,7 |

| 9,2 |

| 10,7 |

Als Insel steht Tasmanien unter maritimem Einfluss. Daher ist das Kleinklima regional stärker ausdifferenziert. Die zur Nordhalbkugel um sechs Monate verschobenen Jahreszeiten sind weit weniger ausgeprägt. Die Winter sind mit Durchschnittstemperaturen von 0,5 °C bis 10,5 °C mild und die Sommer mit 9 °C bis 19 °C eher kühl. Dennoch kann es fast überall auf der Insel im Winter zu Nachtfrösten kommen und zu jeder Jahreszeit in den Höhenlagen Schnee fallen. Selbst im Sommer können die Bergkuppen oberhalb 1200 Meter, im Winter oberhalb 600 Meter schneebedeckt sein. In solchen Höhen kann die Temperatur im Juli bis −1 °C und auf Extremwerte bis −10 °C absinken. Das milde Klima wird jedoch durch abrupte Wetterwechsel, den häufig starken Wind und die hohe Luftfeuchtigkeit geprägt.

Niederschlagsverteilung Tasmaniens

Auch die Niederschlagsverteilung Tasmaniens ist weniger von jahreszeitlichen Schwankungen als durch die vorherrschende Windrichtung geprägt. Im Gegensatz zum australischen Festland, wo der Südostpassat seinen Einfluss geltend macht, ist die Insel ganzjährig zum Teil heftigen Westwinden ausgesetzt. Diese Roaring Forties herrschen auf diesem Breitengrad auf der gesamten südlichen Erdhalbkugel und treffen hier ungebremst von Landmassen, die nächste ist Patagonien, auf Tasmanien. So ist der Westteil der Insel sowohl feuchter als auch kühler und hat darüber hinaus weniger Sonnenstunden pro Jahr als der Osten. Diese Temperaturunterschiede werden durch den Einfluss einer warmen Meeresströmung im Osten und einer kalten, von der Antarktis kommenden, im Westen Tasmaniens, verstärkt.
Der feuchte Wind sorgt im Westen für jährliche Niederschläge von über 1500 mm mit Spitzenwerten bis zu 3800 mm. Im Osten sind Werte um 1500 mm jährlich die Ausnahme, zum Teil werden hier nur Werte um 400 mm erreicht. Vereinfacht dargestellt kann man sagen, dass die jährlichen Niederschläge Tasmaniens in West-Ost-Richtung kontinuierlich abnehmen. Verglichen mit dem aridesten Kontinent der Erde – Australien – sind selbst diese Werte im Osten der Insel noch hoch.

## Flora und Fauna
Die tasmanische Pflanzen- und Tierwelt ist eng mit der geologischen Vergangenheit Australiens verknüpft. Erdgeschichtlich betrachtet nimmt der australische Kontinent aufgrund seiner rund 50 Millionen Jahre dauernden Isolation eine Sonderstellung ein, die sich nachhaltig auf seine Biozönose ausgewirkt hat. Diese Abtrennung ist verantwortlich für die Vielzahl der endemischen Arten, die häufig ein hohes stammesgeschichtliches Alter aufweisen. In Tasmanien wird dieser Aspekt durch die Trennung vom australischen Festland vor rund 12.000 Jahren insofern noch verstärkt, als außeraustralische Einflüsse hier noch weniger zum Tragen kamen.
Flora und Fauna Tasmaniens gehen in ihren Grundzügen auf den Superkontinent Gondwana zurück. Gondwana erreichte zu Beginn des Perm seine größte Ausdehnung und begann im Jura in die gegenwärtigen Kontinente der Südhalbkugel zu zerbrechen. Die Reihenfolge dieser Teilung hat die Stellung der Biosphäre Australiens im ökologischen Weltgefüge maßgeblich geprägt. Nacheinander wurde die australische Landmasse vom späteren Afrika, Indien, Neuseeland, aber erst im Eozän von Antarktika getrennt. Darin liegt der Umstand begründet, dass die australische Biosphäre am ehesten Ähnlichkeit mit Teilen der neuseeländischen und südamerikanischen aufweist. Denn während des Eozäns waren Südamerika und Australien noch durch die Landmasse Antarktika verbunden. Diese Theorie wird sowohl durch Untersuchungen an der rezenten Pflanzen- und Tierwelt als auch durch fossile Befunde gestützt. Seit der Trennung von Antarktika war Australien mehr als 50 Millionen Jahre von den anderen Kontinenten isoliert. Selbstverständlich hat sich auch die australische Biosphäre seither den ökologischen Bedingungen und Veränderungen im Laufe der Jahrmillionen angepasst und dennoch ähnelt sie noch deutlich der ehemaligen Flora und Fauna Gondwanas.

### Flora
Die Vegetation wird in einem Band von Nordwesten nach Südosten von subtropischen Feuchtwäldern bestimmt, die nach Westen langsam in gemäßigte Regenwälder übergehen. Im Südwesten und Norden finden sich Buttongras- und Moorlandschaften. Auf den weitläufigen Hochebenen begegnen uns alpine Moose und höhere Pflanzenarten. Durch die isolierte Lage vom Festland sind etwa 20 Prozent der gut 1500 vorkommenden höheren Pflanzenarten endemisch. Aufgrund der unterschiedlichen klimatischen und geographischen Verhältnisse differiert auch in Bezug auf die Flora die Westhälfte der Insel stark vom Osten. Die feuchten Wälder im Westteil ähneln jenen von Süd-Chile und Neuseeland. Im Osten Tasmaniens herrschen trockene und lichte Hartlaubwälder australischer Prägung vor. Letztere sind gekennzeichnet durch hunderte verschiedener Akazien- und Eukalyptusarten, die wie in Teilen Australiens die gesamte Restflora dominieren. Wie die gesamte australische Flora weisen auch sie eine Vielzahl unterschiedlicher evolutionärer Anpassungen auf. Der Wald australischer Prägung lichtet in den Höhenlagen zunehmend aus. Oberhalb einer Höhenlage von 900 Meter im Norden und 600 Meter im Süden gehen die Wälder häufig in ausgedehnte Moorlandschaften über.
Den kühl temperierten Feuchtwald Westtasmaniens bestimmen endemische Südbuchen-Arten (Nothofagus spec.), die bis zu 40 Meter Wuchshöhe erreichen können, das Bild. Wie annähernd alle Baumarten Tasmaniens sind auch sie immergrün. In den Hartlaubwäldern des Nordostens wachsen die höchsten außertropischen Laubbäume der Welt, wie die Riesen-Eukalypten (bis 100 m hoch) und Stringybarks (bis 90 m hoch). Auch darunter wachsen urtümliche Baumarten, die ihresgleichen suchen, wie die Celery-top-Pine, ein Nadelbaum ohne Nadeln mit blattartig verbreiterten Stielen, die Huon-Pine (Lagarostrobos franklinii), die über 2000 Jahre alt werden kann, oder die Dicksonia-Baumfarne mit ihren weit ausladenden Wedeln. Aufgrund der vorkommenden Eukalyptenarten sind diese Wälder strenggenommen keine echten Regenwälder, obwohl alle anderen Kriterien zutreffen. Der ausgeprägte Stockwerkbau dieses Waldes und sein dichtes Unterholz machen ihn häufig undurchdringlich. In den ausgedehnten Dünenlandschaften der Sandstrände herrschen hitze- und trockenheitsresistente Büsche, Sträucher und Gräser vor.

Natur in Tasmanien
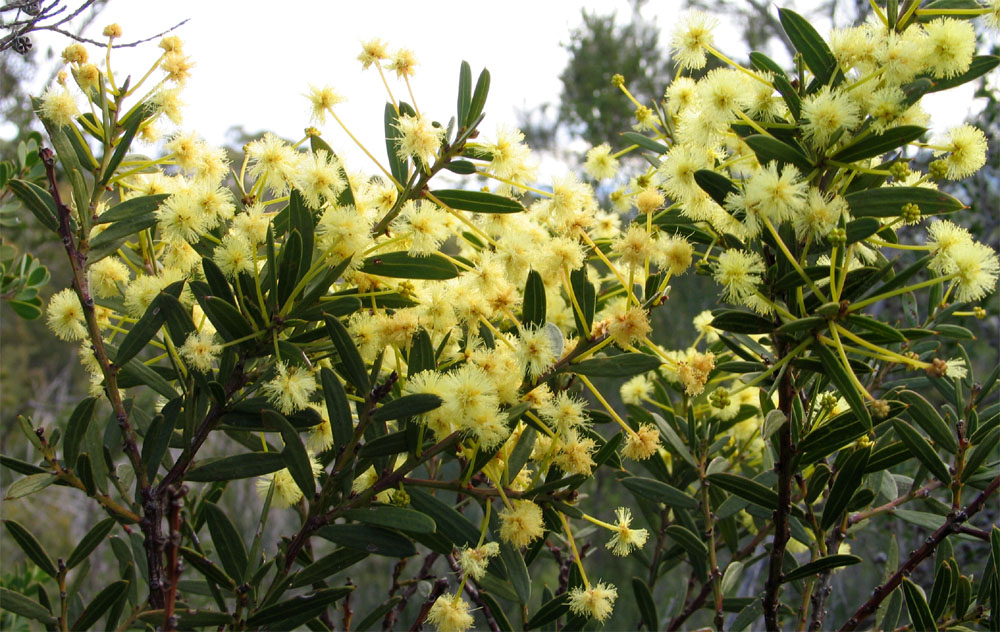
Blühender Akazienstrauch
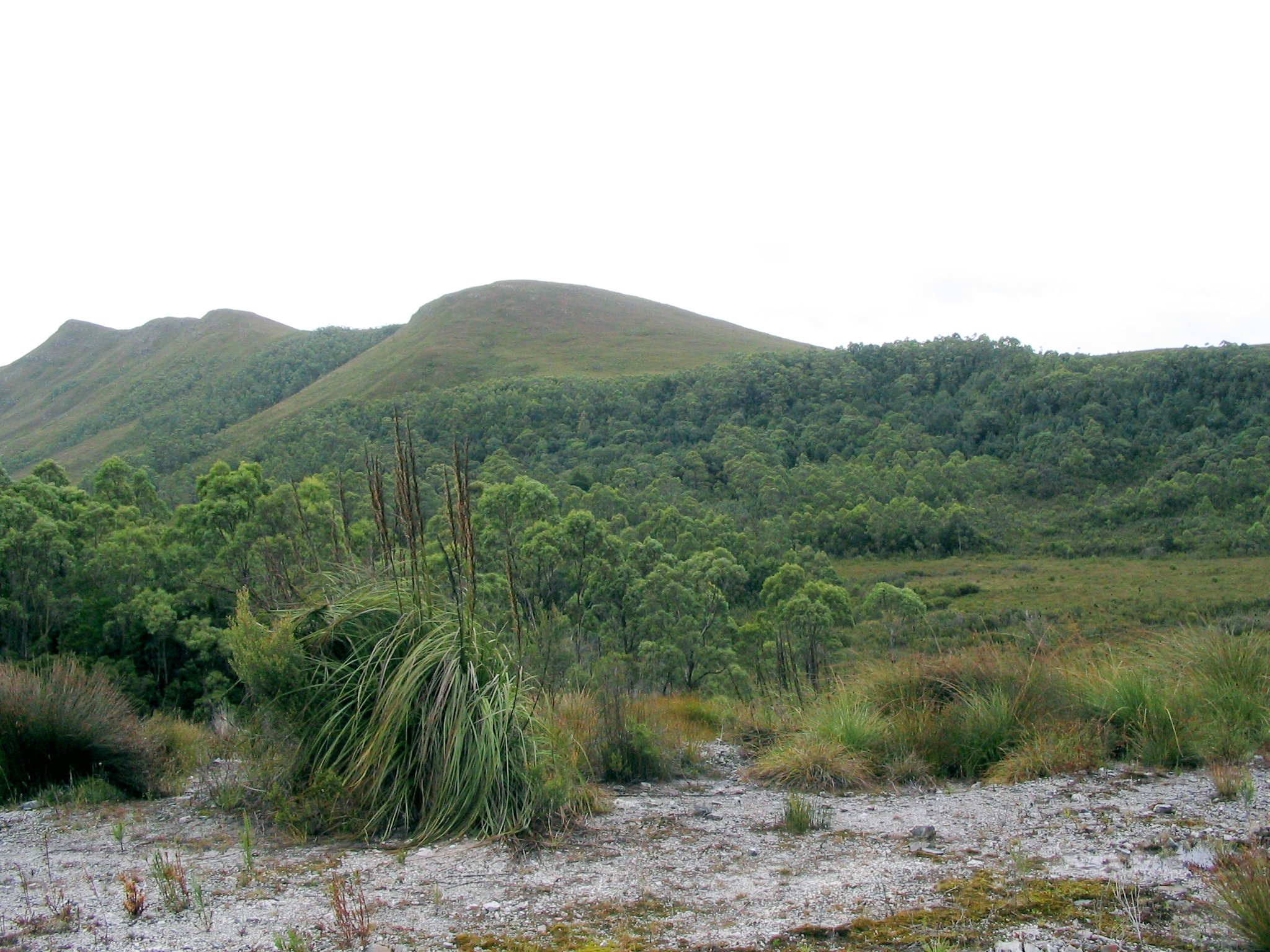
Hügel bedeckt mit „Buttongrass moorland“ in typischer Verzahnung mit Eukalyptuswäldern
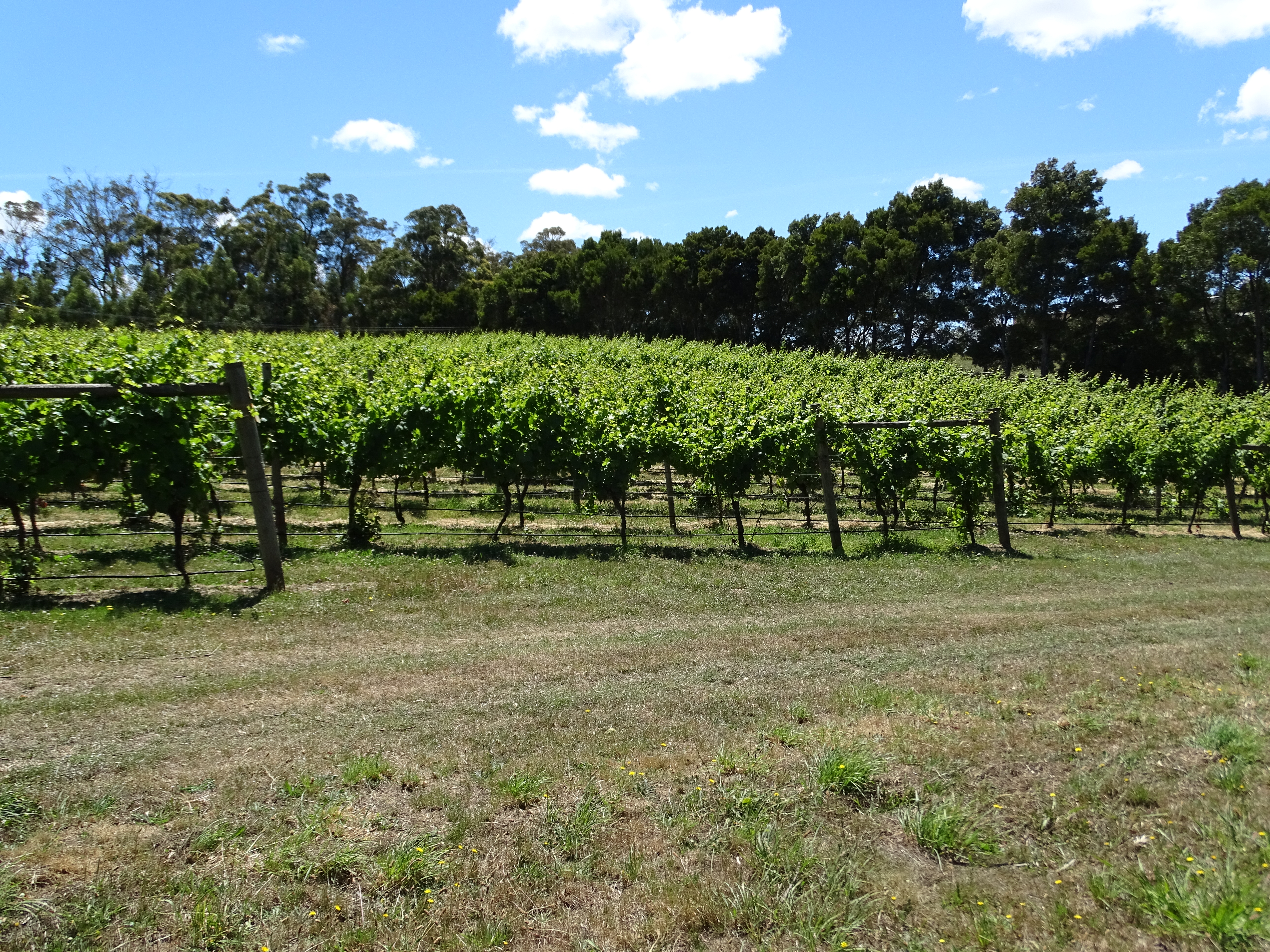
Weinstraße in Tamar Valley

Bereits vor der Ankunft der Europäer waren weite Landstriche Tasmaniens durch die Einwirkung der einheimischen Inselbevölkerung geprägt. Auf diese Weise entstanden beispielsweise die feuchten Riedlandschaften mit ihrem Schilf-, Gras- und Heckenbewuchs, die den Regenwald durchsetzen und der zum Teil parkähnliche Charakter mancher Eukalyptus- und Akazienwälder.
In der heutigen Landwirtschaft spielt der Weinanbau eine bedeutende Rolle. Ein Großteil des Weines – an die 40 Prozent – wird im Norden der Insel, im Tamar Valley an der Tamar Valley Wine Route hergestellt. Zudem sind die zahlreichen Obstplantagen verteilt über die ganze Insel eine beliebte Anlaufstelle für Backpacker und andere Saisonarbeiter aus der ganzen Welt.

### Fauna

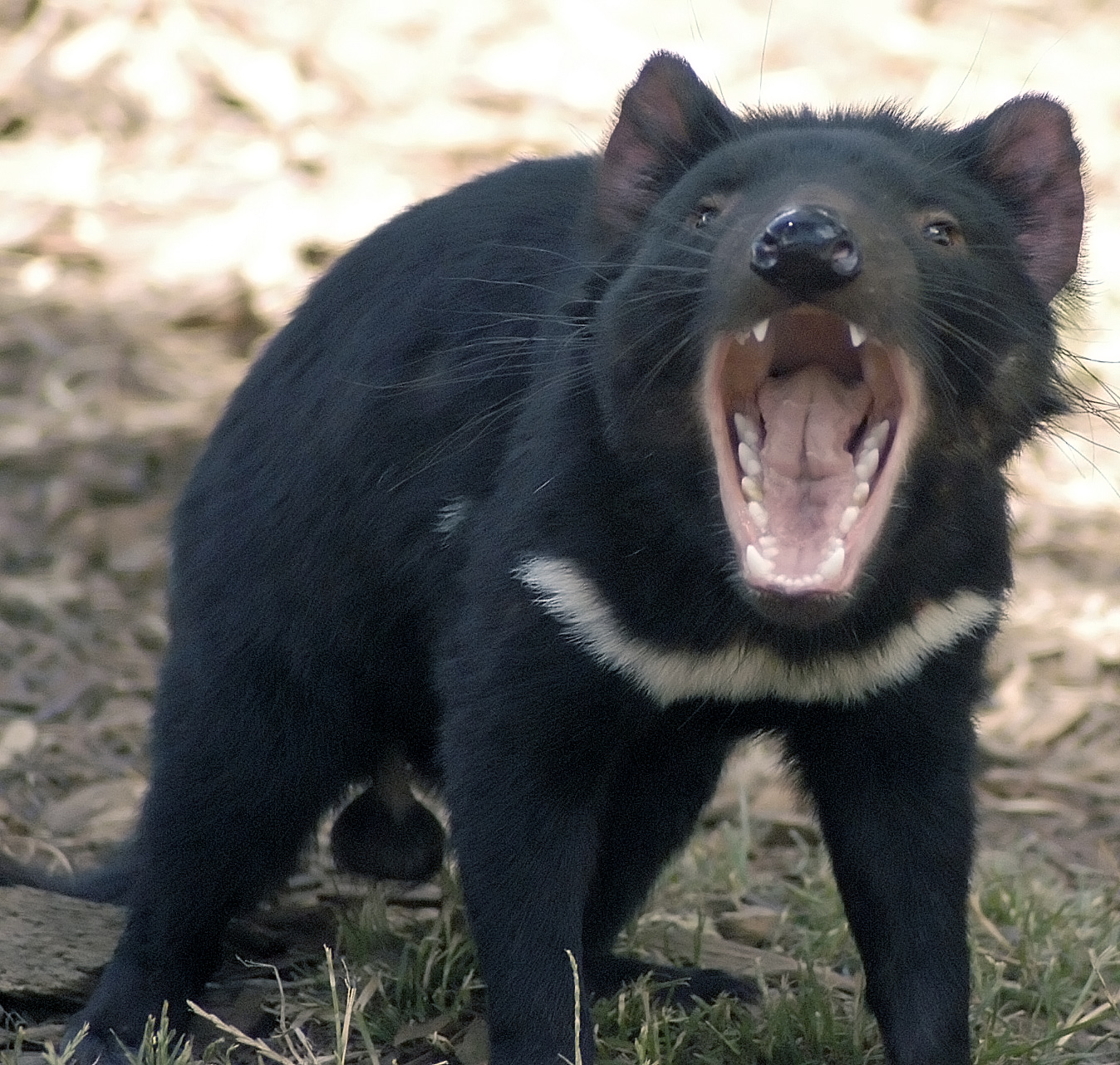
Tasmanischer Teufel (Beutelteufel)

Die Tierwelt Tasmaniens ist eng mit der australischen verwandt. Letztere ist ebenso wie die Vegetation geprägt von Endemiten. Beuteltiere sind die dominanten Landlebewesen, von denen der ausgestorbene Beutelwolf (oder Beuteltiger, Tasmanischer Tiger, englisch thylacine) ein bekanntes Beispiel ist. Der Wombat (ein Beutelbär) ist ebenso vertreten wie zahlreiche Känguru-Arten.
Da viele der nach Australien eingeschleppten europäischen Tierarten (speziell der Rotfuchs) sowie der auf dem Festland heimische, sekundär wilde Dingo nie bis nach Tasmanien gelangt sind, haben dort viele Tierarten überlebt, die auf dem Festland ausgestorben sind, unter anderem Beuteldachse und kleine Wallaby-Arten. Ein weiteres bekanntes Beispiel für eine endemische Tierart Tasmaniens ist der Tasmanische Teufel, der auf dem australischen Festland ebenfalls ausgestorben ist.
Wie auf dem Australischen Festland sind auch hier verschiedene Arten von Kletter- und Ringbeutlern zu finden. Sie sind wie Koalas oder Kängurus Beuteltiere und gehören seit eh und je zur Urfauna Australiens. Die vorherrschenden Beuteltiere gehen ebenfalls auf Gondwana zurück. Auch der australische flugunfähige Straußenvogel, der Große Emu, stammt aus dieser Epoche. Die Hauptvertreter der Tierwelt Australiens, die Beuteltiere, haben, mit Ausnahme des Ökosystems Wasser, alle sonstigen Habitate besetzt. So unterscheidet sich die Meeresfauna Tasmaniens nur unwesentlich von der anderer Regionen dieses Breitengrades.
Auf dem Land blieben die Beuteltiere (Marsupialia) jedoch von außeraustralischen Einflüssen weitestgehend verschont. Selbst die extrem artenreiche Vogelfauna – obwohl weniger an Grenzen gebunden – setzt sich aus Gattungen zusammen, die zu 90 Prozent endemisch sind. Betrachtet man nur die Vogelarten, sind dies sogar 95 Prozent. Die Auswahl an höheren Säugetieren (Plazentatieren) beschränkte sich in voreuropäischer Zeit in Australien auf Nage- und Fledertiere (Fledermäuse und fliegende Hunde). Sie kamen vermutlich während des Miozäns aus dem Norden.
Die Fauna Tasmaniens ist noch um einiges artenärmer als die australische. So kommen dort nur etwa ein Fünftel der Beuteltier-, ein Zehntel der Nager- und ein Siebtel der Fledermausarten Australiens vor. Flughunde sind ebenfalls nicht bis nach Tasmanien vorgedrungen. Diese Artenarmut darf jedoch nicht über die hohe Populationsdichte der Landtiere in Tasmanien hinwegtäuschen, die durch die vielseitige Küsten- und Meeresfauna noch ergänzt wird.

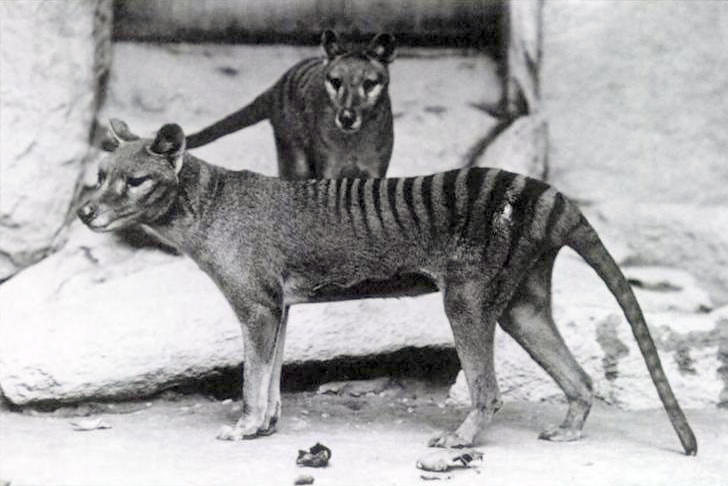
Beutelwolf in einem Zoo in Washington D.C., etwa 1904

Im Gegensatz zum tasmanischen Beutelwolf konnte der tasmanische Teufel – vermutlich bedingt durch das Fehlen des Dingos in Tasmanien – bis heute überleben. Der tasmanische Beutelwolf (Thylacinus cynocephalus) wurde häufig auf Grund seines dunkelbraun-gelblich gestreiften Felles tasmanischer Tiger genannt. Sein lateinischer Name bedeutet ‘Beutelhund mit Wolfskopf’, was seinem Aussehen schon ziemlich nahekam. Mit einer Rückenlänge von zirka 1,20 Metern hatte er in etwa die gleiche Größe wie unser europäischer Wolf und war in der Lage, auch größere Beutetiere zu reißen. Er jagte meist im Dunkeln oder zumindest in der Dämmerung und galt als langsam und etwas unbeholfen. Wahrscheinlich wurden ihm die ausgewilderten Hunde der frühen Kolonialzeit zum Verhängnis. Aber auch die Schafhirten stellten ihm nach, so dass er schon in den 1830er Jahren sehr selten war. Im ausgehenden 19. Jahrhundert war er bereits eine außerordentlich begehrte Jagdtrophäe. Wann genau er ausgestorben ist, ist unsicher, und in regelmäßigen Abständen tauchen immer wieder Augenzeugen auf, die einzelne Exemplare gesehen haben wollen. Obwohl gegenwärtig Tasmaniens Wildhüter mit der Suche nach Spuren betraut sind, blieben diese Gerüchte bislang unbestätigt.

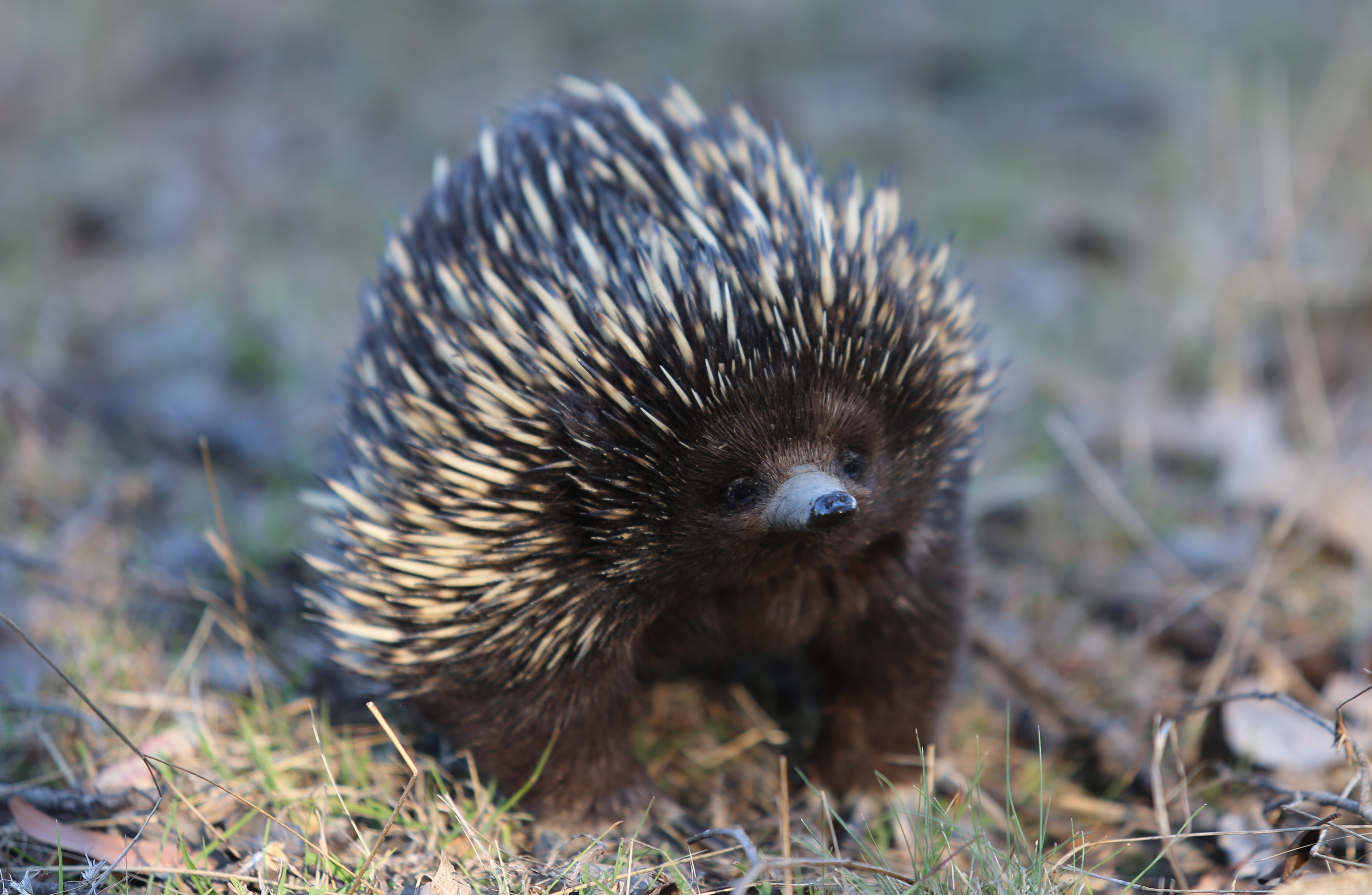
Echidna (Ameisenigel)

Das Schnabeltier (Platypus) und der tasmanische Kurzschnabeligel (Tachyglossus aculeatus setosus) aus der Unterklasse der Prototheria, deren phylogenetische Stellung noch bis heute unklar ist, zählen zu den skurrilsten Vertretern der australischen beziehungsweise tasmanischen Fauna. Beide, wenngleich Säugetiere, zählen aufgrund fehlender spezifischer Geschlechtsorgane, genau wie etwa die Vögel oder Reptilien, zu den Kloakentieren.
Das wichtigste Jagdwild der voreuropäischen Bevölkerung waren das Känguru, der Wombat und der Fuchskusu. Von den im Vergleich zu Australien wenigen Känguruarten war das graubraune Östliche Graue Riesenkänguru (Macropus giganteus) die beliebteste Jagdbeute. Es wird bis zu eineinhalb Meter groß und trat in großen Herden auf. Bei den kleineren Känguruarten war vor allem das ‚Wallaby‘ als Beute von Bedeutung. Der Nacktnasenwombat (Vombatus ursinus) lebt in unterirdischen Höhlensystemen und wurde als ergiebiger Fleischlieferant genutzt. Die Jagd nach dem Fuchskusu (Trichosurus vulpecula) war weit verbreitet, aber sehr beschwerlich, da er sich meist in hohen Baumwipfeln aufhält.
Neben dem Emu wurde ein weiterer flugunfähiger Laufvogel gejagt. Das Tasmanische Pfuhlhuhn (Tribonyx mortierii) entspricht in seiner Gestalt unserer Teichralle. Ansonsten war die äußerst vielfältige Vogelfauna des tasmanischen Inlandes als Beute nicht von Bedeutung. Von den Reptilien, die in Australien neben den Beuteltieren die erfolgreichste Tiergruppe stellen, wurden in Tasmanien nur die größeren Arten verzehrt.
Nur drei der 140 australischen Schlangenarten sind auf der Insel heimisch. Es sind die Schwarze Tigerotter, der Tieflandkupferkopf sowie die Weißlippen-Otter. Alle drei gehören zur Gruppe der Giftnattern und sind ausnahmslos giftig. In Tasmanien spielen Schnecken und Egel eine größere Rolle als auf dem trockenen Kontinent.
Von entscheidender Bedeutung war in Tasmanien die Küsten- und Meeresfauna. Wie bereits angedeutet, unterscheidet sie sich nicht wesentlich von der Fauna anderer Erdteile. In dem fischreichen Meer gab es auch eine Vielzahl Meeressäuger: Delphine, Wale, See-Elefanten, Robben und Seehunde. Die große Anzahl von Muscheln, Krebsen, Krabben und Hummern waren ein begehrtes Nahrungsmittel. An den Küsten nisteten Seevögel in großer Zahl, die jedoch teilweise als Zugvögel nur saisonal anzutreffen waren: Kormorane, Enten, Gänse, Schwarzschwäne, verschiedene Wasserhuhnarten, Albatrosse, Reiher, Tölpel und der ‚mutton bird‘ (Ardenna tenuirostris), der Kurzschwanz-Sturmtaucher, der eine zentrale Rolle in der Nahrungsversorgung der Küstenbevölkerung spielte.
In diesem Zusammenhang noch von Interesse ist die am Ende der Eiszeit vor ca. 25.000 bis 15.000 Jahren (Flood 1995: 192; vgl. Scarre 1990: 68) ausgestorbene Megafauna (Abb. 5). Diese enthielt auch größere Formen der rezenten Tierarten. Andere Gattungen sind mit ihrem Aussterben für immer verschwunden; so etwa das Diprotodon, das die Größe eines Nashorns erreichte. Die damaligen Formen des Tasmanischen Teufels und des Emus waren beträchtlich größer. Manche Känguruarten erreichten eine Höhe von drei Metern und auch Wombats von der Größe eines Esels sind belegt.
Die Gründe des Aussterbens sind noch nicht eindeutig geklärt; dennoch deutet einiges darauf hin, dass die voreuropäische Bevölkerung daran nicht unbeteiligt war (Flood 1995: 136 f., 281; Lourandos 1997: 98–111; Wilpert 1987: 21). Entgegen anders lautenden Behauptungen haben auch die Aborigines in ihrem Lebensraum Spuren hinterlassen. Ein Phänomen, das – lange verleugnet – auch bei Wildbeuterpopulationen anderer Erdteile zunehmend Bestätigung findet. Geringe Naturbeherrschung darf in diesem Zusammenhang nicht gleichgesetzt werden mit nicht vorhandener nachhaltiger Beeinflussung. Die Bemühungen, ihre Ressourcen nicht über die Maßen zu strapazieren, gelang auch Wildbeutern nicht immer. Ein anderes Beispiel hierfür könnte die Ausrottung einer See-Elefantenart (Mirounga leonina) auf Tasmanien sein, für die Rhys Jones die prähistorische Bevölkerung verantwortlich macht (Jones 1966/67; vgl. Mulvaney und Golson 1987: 90).

### Umweltschutz

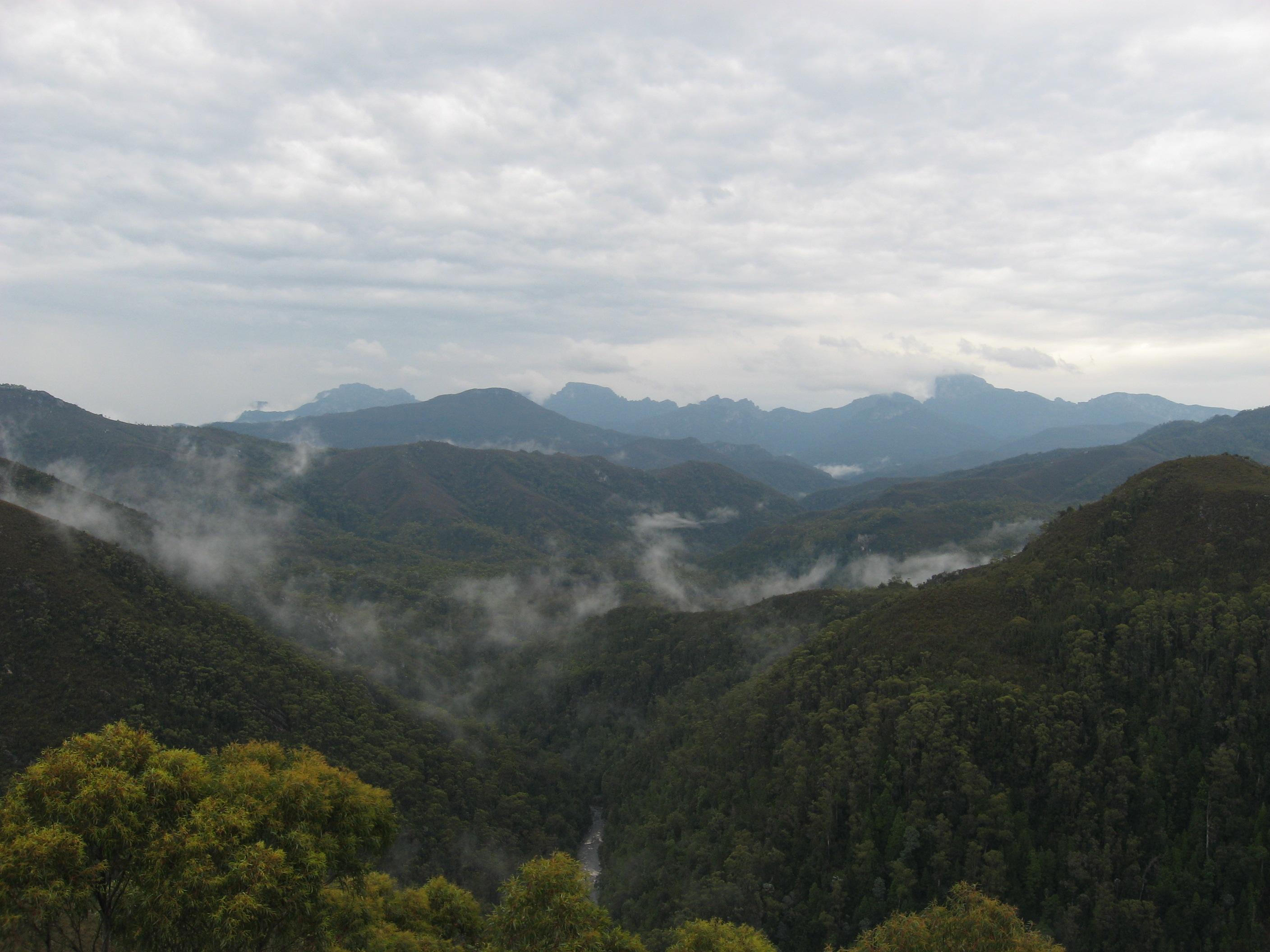
Blick über den Southwest-Nationalpark

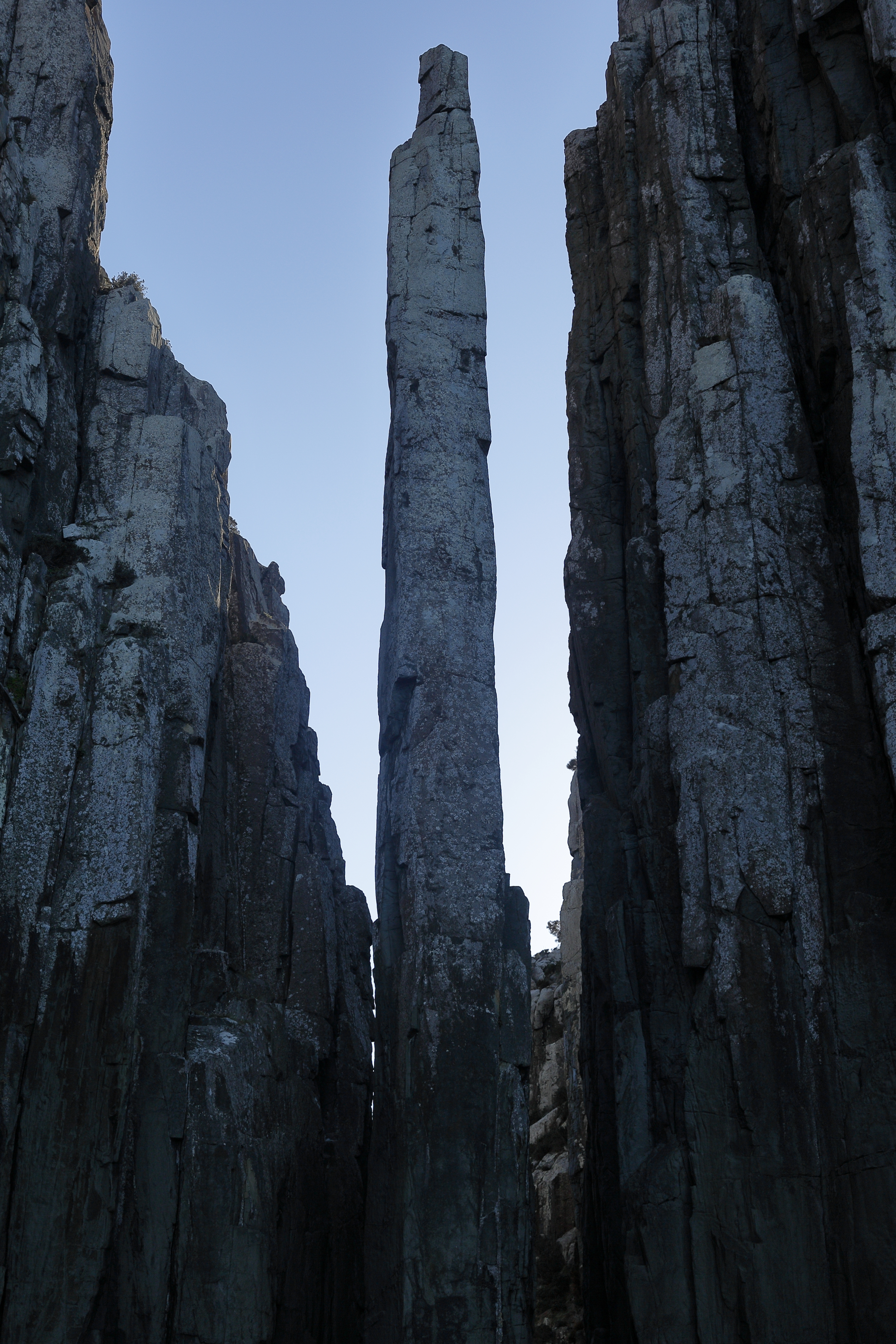
Totem Pole im Tasman-Nationalpark

Während der meisten Zeit des 19. und 20. Jahrhunderts herrschte in Tasmanien eine Politik der Ressourcenausbeutung. Holzeinschlag, Bergbau und die Eindämmung von Flüssen zur Nutzung der Wasserkraft waren wichtige Wirtschaftsfaktoren. Proteste von Umweltschützern gegen die geplante Überflutung des Lake Pedder für ein Wasserkraftwerk führten 1972 zur Gründung der United Tasmania Group (UTG), der ersten Grünen Partei der Welt. 2004 kündigte der australische Forstkonzern Gunns den Bau der weltweit größten Zellstofffabrik auf Tasmanien an. Dieses Vorhaben hat einen heftigen Kampf um den Schutz der tasmanischen Urwälder ausgelöst, die aufgrund der vielen endemischen Arten weltweit einzigartig sind.
In Tasmanien sind 40 % der Landfläche geschützt, besonders im Westteil der Insel. Dort liegt auch das UNESCO-Welterbe-Schutzgebiet Tasmanische Wildnis. Doch die potenziell wirtschaftlich interessanten Wälder sind nicht geschützt, und Australien stellte 2014 sogar den von der UN zurückgewiesenen Antrag, Teile des Welterbegebiets auszugliedern und wieder zum Holzeinschlag zu nutzen.

## Bevölkerung, Ureinwohner

Bevölkerungsentwicklung Tasmaniens seit 1981

Die Tasmanier verfügten nicht über die Technik der Seeschifffahrt und entwickelten sich daher unabhängig von den Aborigines des australischen Festlands. Man schätzt, dass bei Ankunft der Briten 1803 etwa 3000 bis 5000 Ureinwohner auf Tasmanien lebten. Sie wurden bis 1865 von den Briten völlig ausgerottet, die tasmanischen Sprachen sind mit ihnen ausgestorben. Allerdings leben immer noch mehrere Tausend Nachfahren aus gemischten Beziehungen von Europäern und Ureinwohnern auf der Insel.
2020 lebten laut amtlicher Statistik 523.000 Einwohner auf Tasmanien. Das entspricht einer Bevölkerungsdichte von 7,65 Einwohnern pro km².
Für höhere Bildung ist in Tasmanien die University of Tasmania (UTAS) in Hobart zuständig.

## Geschichte

### Frühgeschichte

Meeresspiegel vor 14.000 Jahren und die dadurch bestehende Landbrücke

Tasmanien wurde bereits vor mindestens 35.000 Jahren von Norden aus über die damalige Festlandverbindung zu Australien besiedelt. Die Überflutung der Bass-Straße vor etwa 12.000 Jahren isolierte die Tasmanier von den Aborigines des Kontinents, so dass kulturelle und technische Innovationen nicht mehr ausgetauscht werden konnten. Zum Zeitpunkt der europäischen Entdeckung lebten vermutlich zwischen 4000 und 6000 Tasmanier auf der Insel. Durch die lange Isolation behielten die Tasmanier eine steinzeitliche Kultur als Jäger und Sammler. Außer einfachen Werkzeugen aus Stein, Knochen und Holz besaßen sie keinerlei Technik.

### Entdeckung durch die Europäer
1642 segelte der Niederländer Abel Tasman mit dem Schiff Heemskerck und der Fleute Zeehaen die Südküste Australiens entlang und entdeckte neben Neuseeland auch dieses Gebiet. Die Reise erfolgte im Auftrag des Generalgouverneurs von Niederländisch-Indien, Anton van Diemen, nach dem er das neu entdeckte Land benannte (Van-Diemens-Land). Tasman ging allerdings davon aus, dass es sich um eine Halbinsel des australischen Kontinents handelte. 1772 ging der britische Entdecker Tobias Furneaux im Südosten der Insel an Land. Ein Jahr später wurde sie auch von dem französischen Entdecker Marc-Joseph Marion du Fresne besucht. 1798 stellte der britische Kapitän Matthew Flinders durch die Entdeckung der Bass-Straße fest, dass es sich um eine Insel handelt.
Kurz nach Gründung der britischen Kolonie New South Wales auf dem australischen Festland landete 1792 eine französische Expedition auf Tasmanien, um das Land zu erkunden. 1803 errichteten die Briten mit Risdon Cove am Derwent River die ersten dauerhafte europäische Siedlung im heutigen Tasmanien. Ein Jahr später gaben sie diese auf und gründeten Hobart Town (Hobart) im Süden sowie Port Dalrymple (heute George Town) im Norden der Insel. Das damalige Van-Diemens-Land war in den Anfangsjahren vor allem als britische Strafkolonie vorgesehen. Die ersten europäischen Bewohner bestanden daher aus Sträflingen und deren Bewachern. Es wurden vor allem schwere Straftäter nach Van-Diemens-Land gebracht, da die Insel durch ihre geringere Größe leichter zu überwachen war als die Kolonien des Festlands. In den Jahren 1803 bis 1853 wurden ca. 75.000 Sträflinge dorthin gebracht.
Im Jahre 1825 wurde Van-Diemens-Land zu einer eigenständigen, von New South Wales unabhängigen Kolonie mit eigenem Parlament und Justizwesen erklärt. Von 1836 bis 1843 war der Seefahrer und Nordpolarforscher Sir John Franklin britischer Gouverneur der Insel.
1856 wurde den australischen Kolonien Großbritanniens im Rahmen des Australian Colonies Government Act eine weitgehende Autonomie eingeräumt, unter anderem mit dem Recht, sich eine eigene Verfassung und Regierung zu geben. Im selben Jahr erfolgte die Umbenennung in Tasmanien.
Seit der Unabhängigkeit Australiens im Jahre 1901 gehört Tasmanien zum Australischen Bund. 1917 stiftete der britische König Georg V. das Staatswappen mit zwei Beutelwölfen als Schildhalter.

### Genozid an der Urbevölkerung

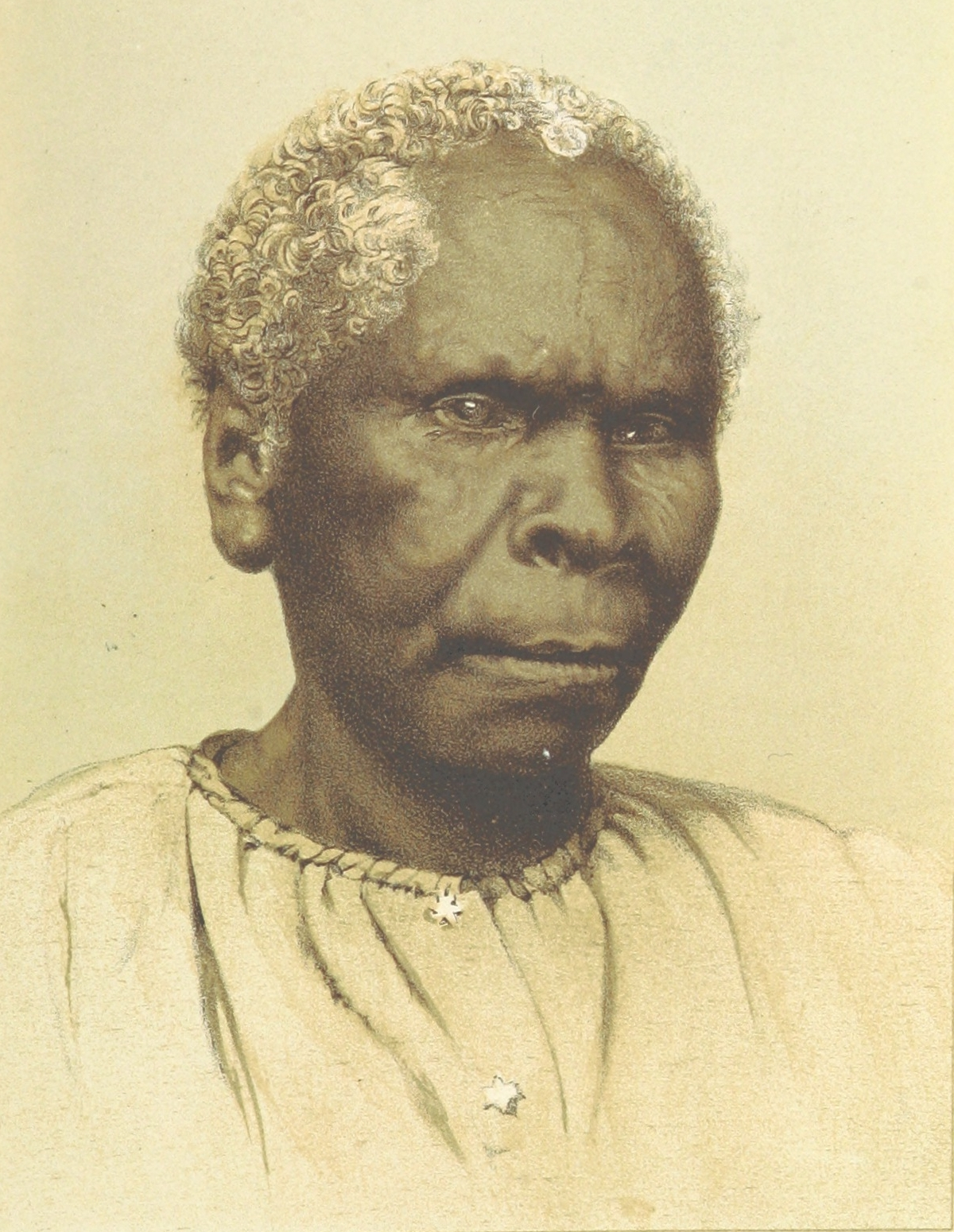
Truganini

Mit der Ankunft der Europäer begann eine systematische Ausrottung der Urbevölkerung. Durch die Erklärung des Standrechts wurden die Indigenen faktisch zum Abschuss freigegeben, Verbrechen wurden nicht geahndet. Massaker wurden nicht nur von Siedlern verübt (zum Beispiel das Cape-Grim-Massaker, der Black War), sondern auch von Robbenfängern, die zeitweise auf der Insel ihr Lager aufschlugen und die einheimische Bevölkerung terrorisierten. Auch eingeschleppte Krankheiten führten dazu, dass sich die Zahl der Ureinwohner rasch reduzierte.
Um 1830 entschied der damalige Vizegouverneur, George Arthur, dass die verbliebenen Ureinwohner in einem gemeinsamen Gebiet zusammengebracht werden sollten. Der Versuch, sie gewaltsam zusammenzutreiben (Black Line), scheiterte jedoch. Dem englischen Prediger George Robinson, der 1839 zum Protector of Aborigines ernannt wurde, gelang es im Anschluss, die zu diesem Zeitpunkt nur noch ca. 300 Indigene zu überzeugen, sich ohne Gegenwehr nach Flinders Island deportieren zu lassen. Dort starb binnen weniger Jahre der Großteil an Unterernährung und Krankheiten.
Die Siedlung wurde 1849 aufgelöst. Truganini (1812–1876) und Fanny Cochrane Smith (1834–1905) galten als letzte Überlebende der tasmanischen Urbevölkerung. Die heutigen Tasmanier sind alle Nachkommen von Tasmaniern und Europäern, viele von Fanny Cochrane Smith, die mit einem Mann europäischer Herkunft verheiratet war. Sie verstehen sich als legitime Nachfahren der ursprünglichen Tasmanier, ihr Status ist jedoch umstritten.

## Politik

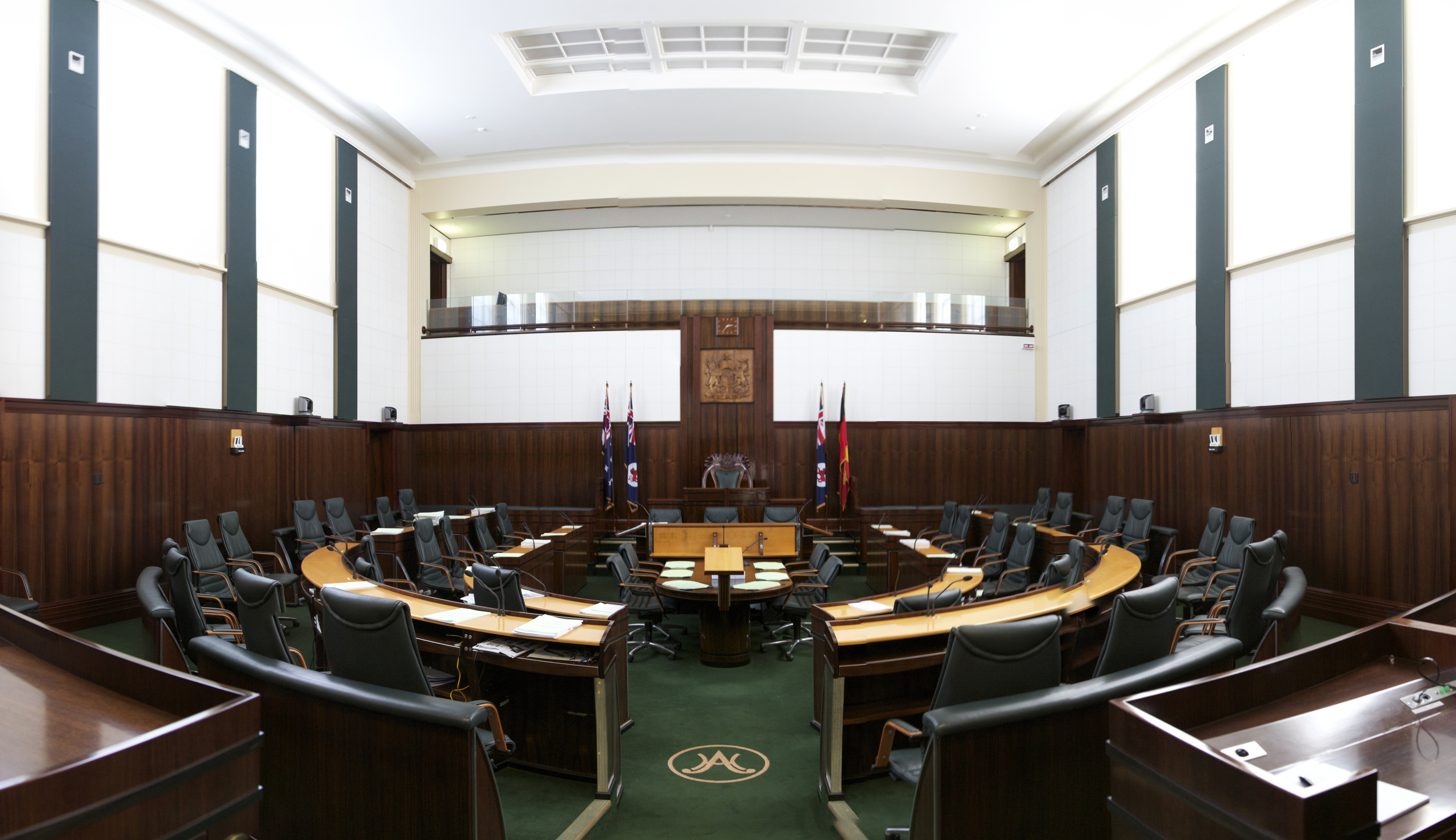
Das Unterhaus des Bundesstaates (House of Assembly)

Wie jeder australische Bundesstaat (bis auf Queensland) besitzt auch Tasmanien ein Zweikammernparlament. Die Exekutive bildet ein Kabinett, das vom Premierminister geführt wird. Die Regierungen der einzelnen Bundesstaaten in Australien sind im Wesentlichen für die Bereiche Bildung, Gesundheit, Justiz, Polizei und Verkehrswesen zuständig.
Staatsoberhaupt ist König Charles III. Er wird durch den Gouverneur von Tasmanien vertreten. Der Gouverneur wird auf Vorschlag des Premierministers vom britischen König ernannt. De facto hat er hauptsächlich repräsentative Aufgaben.
Verwaltungstechnisch ist Tasmanien in 29 Local Government Areas (lokale Verwaltungsgebiete) unterteilt.

## Infrastruktur
Grundlage des tasmanischen Straßennetzes sind die Highways (siehe Liste der Highways in Tasmanien). Zu den wichtigsten gehören der Tasman Highway und der Midland Highway, die beide zwischen den Städten Hobart und Launceston verlaufen. Der Tasman Highway ist mit einer Länge von 410 Kilometern einer der längsten Highways auf Tasmanien.
Das Eisenbahnnetz Tasmaniens dient nur noch dem Güterverkehr, seit der Personenverkehr 1978 eingestellt wurde.

## Kultur

### Sport
Tasmanien war Pate und partieller Austragungsort einer Rennsportserie in den 1960er Jahren für Formelwagen, der Tasman-Serie.

## Persönlichkeiten
Einer der berühmtesten Tasmanier ist der Schauspieler Errol Flynn (1909–1959). Auch der Schriftsteller Richard Flanagan ist Tasmanier. Die Komikerin und LGBTQ-Aktivistin Hannah Gadsby wurde auf der Insel geboren und wuchs hier auf.

## Rezeption
In Arno Schmidts Roman Abend mit Goldrand (1975) ist Tasmanien das utopische Ziel einer chiliastischen Rotte.
Die britische Kolonie Van Diemen’s Land wird von der irischen Rockband U2 in dem gleichnamigen Song von 1987 aus Sicht eines Gefangenen besungen.